# Marianne Thieme
Pour les articles homonymes, voir Thieme.
Marianne Thieme, née le 6 mars 1972 à Ede, est une femme politique et juriste néerlandaise. Chef politique du Parti pour les animaux (PvdD) dès sa fondation en 2002, elle devient représentante à la Seconde Chambre à la suite des élections législatives de 2006. Elle se retire de la vie politique en 2019 en démissionnant de la direction du parti et de son mandat parlementaire.

## Biographie

### Études
Marianne Thieme entreprend des études à la Sorbonne à Paris de 1991 à 1992. Par la suite elle étudie le droit à l'université Érasme de Rotterdam. Elle justifie ce choix par son intérêt pour le droit des animaux. C'est lors de cette période qu'elle devient végétariennne.

### Carrière professionnelle
Elle travaille de 1998 à 2001 pour le centre de recherche de B&A à La Haye et également en tant qu'assistante pour l'institut Bont voor Dieren (fourrure pour les animaux) ayant pour but de protéger les animaux à fourrure. 
Elle est aussi l'auteur de nombreux textes sur le droit des animaux. 

### Carrière politique
Elle fonde le Parti pour les animaux le 28 octobre 2002 avec l'aide d'autres protecteurs des animaux. En  2003, lors des élections législatives, elle est tête de liste de son parti, qui obtient deux sièges à la seconde Chambre des États généraux en 2006. Elle est réélue lors des élections législatives de juin 2010, septembre 2012 et mars 2017. 
Le 8 octobre 2019, elle quitte son poste parlementaire et de chef politique du parti. Elle est remplacée par Esther Ouwehand.

### Vie privée
Elle est membre de l'Église adventiste du septième jour depuis 2006.